# 巴里利亚斯
巴里利亚斯（西班牙語：Barillas）是西班牙纳瓦拉的一个市镇。总面积3平方公里，总人口198人（2001年），人口密度66人/平方公里。